# فرانك ويلي
فرانك ويلي (بالإنجليزية: Frank Whaley)‏ هو كاتب سيناريو ومخرج وممثل أمريكي، ولد في 20 يوليو 1963 بسيراكيوز في الولايات المتحدة.

## أعمال

### أفلام
- (1989) حقل الأحلام[4]
- (1989) ولد في الرابع من يوليو[5]
- (1991) جي اف كي[6]
- (1993) أطفال سوينغ
- (1994) خيال رخيص[7][8]
- (1996) أسهم مكسورة[9]
- (2002) التنين الأحمر[10][11]
- (2003) مدرسة الروك[12]
- (2006) مركز التجارة العالمي[13]
- (2007) الوظائف الشاغرة
- (2017) سيارات وحشية[14]

### مسلسلات
- إن سي آي إس
- تحت القبة
- لوك كيج
- هاوس

## وصلات خارجية
- فرانك ويلي على موقع IMDb (الإنجليزية)
- فرانك ويلي على موقع ألو سيني (الفرنسية)
- فرانك ويلي على موقع تيرنر كلاسيك موفيز (الإنجليزية)
- فرانك ويلي على موقع أول موفي (الإنجليزية)
- فرانك ويلي على موقع قاعدة بيانات برودواي على الإنترنت (الإنجليزية)
- فرانك ويلي على موقع قاعدة بيانات الأفلام السويدية (السويدية)
- فرانك ويلي على موقع قاعدة بيانات الأفلام السويدية (السويدية)
- فرانك ويلي على موقع إن إن دي بي (الإنجليزية)
- فرانك ويلي على موقع قاعدة بيانات الفيلم (الإنجليزية)
- فرانك ويلي على موقع كينوبويسك (الروسية)